# Johann Eduard Erdmann

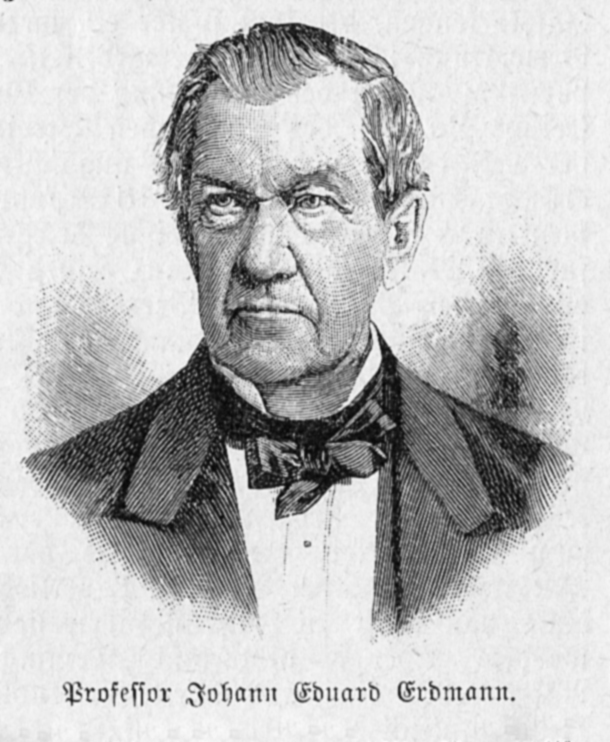
Johann Eduard Erdmann

Johann Eduard Erdmann (* 1. Junijul. / 13. Juni 1805greg. in Wolmar, Russisches Kaiserreich; † 12. Juni 1892 in Halle (Saale)) war ein deutscher evangelischer Theologe, Schriftsteller und Professor der Philosophie. Er wird zu den Althegelianern gezählt.

## Leben
Johann Eduard Erdmann studierte Theologie zunächst an der Kaiserlichen Universität Dorpat und später in Berlin, wo er in den Einflussbereich Georg Wilhelm Friedrich Hegels geriet. In Dorpat wurde er 1823 Mitglied der Corporation Livonia.
Von 1829 bis 1832 war er als Geistlicher in seiner Heimatstadt tätig, wandte sich dann aber der Philosophie zu. Zurück in Berlin wurde er 1834 zum Dr. phil. promoviert. 1836 wurde er  an der Universität Halle zum Honorarprofessor ernannt. Dort wurde er 1839 als ordentlicher Professor berufen. Er lebte bis zu seinem Tod in Halle.
Als Schriftsteller wurde er vor allem durch seinen Grundriss der Geschichte der Philosophie bekannt. Bemerkenswert an diesem Werk ist, dass Erdmann sich nicht damit begnügte, eine bloße Aufzählung der unterschiedlichen philosophischen Schulen zusammenzustellen. Vielmehr stellt er sie als eine kontinuierliche Fortschreibung der Aufgabe dar, die wesentlichen Fragen des Lebens von Anbeginn der Zeiten an zu beantworten.

## Werke (Auswahl)
- Versuch einer wissenschaftlichen Darstellung der Geschichte der neuern Philosophie, Leipzig 1834–1853. Reprint in 7 Bänden hrsg. und mit einer Einleitung versehen (Bd. 1) von Hermann Glockner, Frommann-Holzboog, Stuttgart-Bad Cannstatt 1977–82, ISBN 978-3-7728-0590-5
- Leib und Seele nach ihrem Begriff und ihrem Verhältniß zu einander. Halle 1837
- Vorlesungen über Glauben und Wissen als Einleitung in die Dogmatik und Religionsphilosophie, Berlin 1837
- Leibniz, Gottfried Wilhelm, God. Guil. Leibnitii Opera Philosophica quae exstant Latina Gallica Germanica Omnia, bearbeitet von Erdmann, Johann Eduard. Berlin: Eichler, 1839
- Grundriss der Psychologie. Leipzig 1840
- Natur oder Schöpfung? Eine Frage an die Naturphilosophie und Religionsphilosophie, Leipzig 1840
- Grundriss der Logik und Metaphysik. Halle 1841
- Vermischte Aufsätze, Leipzig 1846
- Psychologische Briefe. Leipzig 1851
- Über Collision von Pflichten, Berlin 1853
- Über das Heidnische im Christentum, Berlin 1854
- Ernste Spiele. Vorträge, theils neu, theils längst vergessen, Berlin 1854
- Über Schelling, namentlich seine negative Philosophie, Halle 1857
- Über Gewohnheiten und Angewohnheiten, Berlin 1858
- Vorlesungen über akademisches Leben und Studium, Leipzig 1858
- Grundriss der Geschichte der Philosophie. 2 Bde., Berlin 1866
- Vom Vergessen, Berlin 1869
- Die deutsche Philosophie seit Hegels Tod, Berlin 1896. Reprint eingeleitet von Hermann Lübbe, Frommann-Holzboog, Stuttgart-Bad Cannstatt 1964, ISBN 978-3-7728-0118-1